# 46-я стрелковая бригада
46-я стрелковая бригада, 46-я отдельная стрелковая бригада — стрелковое формирование РККА Вооружённых Сил СССР в Великой Отечественной войне.

## История
Бригада формировалась в октябре — декабре 1941 года в посёлке Кез и Кезском районе Удмуртской АССР.
В действующей армии с 11.12.1941 по 21.01.1942, с 02.02.1942 по 27.09.1942 и с 05.01.1943 по 10.10.1943 года.
05.12.1941 года была погружена в воинские поезда на станциях Сегедур, Кез, Кабалуд, 11.12.1941 прибыла в Подмосковье.
К концу декабря 1941 года вышла к реке Лобь и озеру Круглое, с 27.12.1941 участвовала в безуспешных наступательных боях в направлении Лотошино. С 04.01.1942, выступая на левом фланге армии, вновь наступает, но вследствие сильного миномётного огня и огня вкопанных в землю танков, продвинуться не смогла. 10.01.1942 вновь перешла в наступление в районе Владычино, 11.01.1942 овладела совместно с частями 2-й гвардейской стрелковой бригады деревней Сидельницы. 14-15.01.1942 года, находясь на левом крыле (фланге) армии, отбивает немецкие контратаки из района Львова и Ревина.
16.01.1942 заняла село Полежаево, 21.01.1942 года в связи с большими потерями выведена из боёв на отдых и пополнение. В начале февраля 1942 года приступила к боям в ходе Демянской операции, наступая через реку Пола с северо-запада в направлении Старой Руссы, вела активные бои до апреля 1942 года, затем до сентября 1942 года держала позиционную оборону на реке Ловать восточнее Старой Руссы. Оборона проходила а тяжёлых условиях:
«Линия обороны, — сообщал начальник политотдела бригады, — проходит по залитой водой местности, часть красноармейцев стоят на посту в воде или совершенно сыром месте. Организовать сушку сапог и обмундирования тоже не можем. Красноармейцы переутомлены, при проверке постов часто встречаются бойцы в полусонном состоянии…» (ЦАМО, ф. 1845, оп. 1, д.4, л. 42).
Осенью поступил приказ о переброске бригады в Сталинград, до которого она не добралась — отбыв в конце сентября 1942 года, получив пополнение в Ряжске, возвращена на северо-западное направление, где уже в 1943 году принимала участие в освобождении Великих Лук, затем наступала в направлении Новосокольники, а потом до осени 1943 года вела бои у Локни
10.10.1943 обращена на сформирование 319-й стрелковой дивизии

## В составе
| Дата            | Фронт (округ)                  | Армия             | Корпус                 | Примечания |
| --------------- | ------------------------------ | ----------------- | ---------------------- | ---------- |
| 01.11.1941 года | Уральский военный округ (УрВО) | -                 | -                      | -          |
| 01.12.1941 года | УрВО                           | -                 | -                      | -          |
| 01.01.1942 года | Западный фронт                 | 1-я ударная армия | -                      | -          |
| 01.02.1942 года | Резерв Ставки ВГК              | 1-я ударная армия | -                      | -          |
| 01.03.1942 года | Северо-Западный фронт          | 1-я ударная армия | -                      | -          |
| 01.04.1942 года | Северо-Западный фронт          | 11-я армия        | -                      | -          |
| 01.05.1942 года | Северо-Западный фронт          | 11-я армия        | -                      | -          |
| 01.06.1942 года | Северо-Западный фронт          | 27-я армия        | -                      | -          |
| 01.07.1942 года | Северо-Западный фронт          | 27-я армия        | -                      | -          |
| 01.08.1942 года | Северо-Западный фронт          | 27-я армия        | -                      | -          |
| 01.09.1942 года | Северо-Западный фронт          | 27-я армия        | -                      | -          |
| 01.10.1942 года | Московский военный округ (МВО) | -                 | -                      | -          |
| 01.11.1942 года | МВО                            | -                 | -                      | -          |
| 01.12.1942 года | МВО                            | -                 | -                      | -          |
| 01.01.1943 года | МВО                            | -                 | -                      | -          |
| 01.02.1943 года | Калининский фронт              | 3-я ударная армия | -                      | -          |
| 01.03.1943 года | Калининский фронт              | -                 | 6-й стрелковый корпус  | -          |
| 01.04.1943 года | Калининский фронт              | 22-я армия        | 6-й стрелковый корпус  | -          |
| 01.05.1943 года | Северо-Западный фронт          | 22-я армия        | -                      | -          |
| 01.06.1943 года | Северо-Западный фронт          | 22-я армия        | -                      | -          |
| 01.07.1943 года | Северо-Западный фронт          | 22-я армия        | 44-й стрелковый корпус | -          |
| 01.08.1943 года | Северо-Западный фронт          | 22-я армия        | 44-й стрелковый корпус | -          |
| 01.09.1943 года | Северо-Западный фронт          | 22-я армия        | 44-й стрелковый корпус | -          |
| 01.10.1943 года | Северо-Западный фронт          | 22-я армия        | 44-й стрелковый корпус | -          |

## Командиры
- Феоктистов, Иван Феоктистович, (до 19.09.42 г.), старший лейтенант, командир бригады
- Рыгалов, Андрей Родионович, (до 28.04.1942 г.), подполковник, командир бригады
- Секарев, Григорий Иванович (с 28.04.1942 г.), подполковник, допущен на должность командира бригады
- Ширяев, Андрей Александрович (25.05.1943 — 28.07.1943), полковник, командир бригады
- Куталев, Гавриил Антонович (29.07.1943 — ??.08.1944), полковник, командир бригады

## Память
- Именем бригады названа улица в посёлке Кез.